# Remscheid
Remscheid é uma cidade da Alemanha localizada na região administrativa de Düsseldorf, estado da Renânia do Norte-Vestfália.
Remscheid é uma cidade independente (Kreisfreie Städte) ou distrito urbano (Stadtkreis), ou seja, possui estatuto de distrito (kreis).
Remscheid é composta de quatro distritos municipais: Alt-Remscheid, Remscheid-Süd, Lennep e Lüttringhausen.

## Personalidades
- Wilhelm Conrad Röntgen (1845-1923), Prémio Nobel de Física de 1901
- Hans Stammreich (1902-1969), Professor de Química na Universidade de São Paulo, pioneiro da Espectroscopia Raman e amigo pessoal de Albert Einstein.